# Departement der Aller
Das Departement der Aller, auch Allerdepartement genannt, französisch Département de l’Aller, war mit Gebietsveränderungen von 1810 bis 1813/14 Teil des Königreichs Westphalen.

## Geschichte
Durch Dekret Kaiser Napoleons I. vom 14. Januar 1810 wurde das Kurfürstentum Hannover dem Königreich Westphalen einverleibt. Am 1. März des Jahres trat der in Paris geschlossene Vertrag in Kraft. Lediglich etwa 15.000 Einwohner im Lauenburgischen wurden ausgenommen, ein Gebiet, das sich der Kaiser zu eigener Disposition vorbehielt. Integriert wurden das Fürstentum Calenberg, das Herzogtum Lüneburg, die Herzogtümer Bremen und Verden, die Grafschaften Hoya und Diepholz, das Land Hadeln, die Herrschaft Spiegelberg und das Fürstentum Lauenburg mit insgesamt 218.615 Einwohnern. Damit umfasste das Königreich etwa 2,6 Millionen Untertanen, wodurch es zum zweitgrößten Land im Rheinbund aufstieg.
Gleichzeitig mit der Auflösung des Departements der Weser zum 1. September 1810 hörten die Amtsverrichtungen der Gouvernementskommission zu Hannover auf. An diesem Tag trat die neue Gebietseinteilung im Departement der Aller, im Departement der Nieder-Elbe und im Departement der Elbe- und Weser-Mündung in Kraft. Die Departements der Niederelbe und der Elbe- und Weser-Mündung wurden am 31. Dezember 1810 bereits wieder aufgelöst.
Ab 1. September 1810 wurde das neue Departement der Aller, ein Landstrich zwischen Weser, Aller und Leine bis zur Vereinigung der beiden Flüsse Aller und Leine, geschaffen. Es bestand aus dem größten Teil des Fürstentum Calenberg, aus dem südlichen Teil des Herzogtums Lüneburg, dem Cellischen Quartier (mit Ausschluss der Holzgegend, zwischen den Flüssen Oker und Leine, die nun zum Distrikt Braunschweig, Departement der Oker, gehörte), weiter einem Teil der Grafschaften Hoya und Diepholz mit Ausschluss der zum Departement der Elbe- und Weser-Mündung gekommenen Hoyaschen Ämter. Hinzu kamen vier Kantone des altwestphälischen Distrikts Rinteln aus dem Departement der Weser und aus den zerstreut liegenden hessen-lauenburgischen Ämtern die vier Kantone Sachsenhagen, Obernkirchen, Freudenberg und Rodenberg. Rinteln wurde mit dem Hamelnschen Gebiet zu einem dritten Distrikt des Departement der Leine. Vom Departement der Oker kamen drei Kantone aus dem Distrikt Hildesheim, Elze (der Teil auf dem linken Leine-Ufer), Sarstedt und Algermissen, zum Allerdepartement, das zusammen 249.158 Einwohner zählte. Als Hauptort wurde Hannover bestimmt.
Durch die Bildung der drei Hanseatischen Departements mit Wirkung vom 1. Januar 1811 verlor das Allerdepartement den Distrikt Nienburg sowie die Grafschaften Hoya und Diepholz. Sie kamen ins neu gebildete französische Departement der Wesermündung. Die Orte rechts der Weser, Neustadt am Rübenberge und Rehburg, kamen zum Distrikt Hannover, während der Distrikt Uelzen neu hinzukam.

## Zustand 1811
Im Norden des Departements bildeten die von Napoleon zum 1. Januar 1811 annektierten Hanseatischen Departements, das Departement der Elbemündung und der Weser-Mündung die Grenze, im Osten das Departement der Elbe und im Süden das Departement der Oker und das Departement der Leine, während im Westen das Leinedepartement und das französische Departement der Lippe angrenzten.
Das Departement der Aller umfasste etwa 8400 Quadratkilometer. Die Einwohnerzahl wurde zum 31. Dezember 1810 mit 432.710 angegeben. Die Menschen lebten in 18 Städten, zwölf Marktflecken, 779 Dörfern, 428 Weilern und 227 Einzelgebäuden mit insgesamt 30.596 Feuerstellen. Den 57.274 Stadtbewohnern standen 185.166 Landbewohner gegenüber.
Das Departement bestand aus drei Distrikten, 40 Kantonen, 475 Gemeinden, 21 Kantonmairien und 41 Friedensgerichten. Der Appellationshof war in Celle, die Hauptstadt war Hannover.
- Der Distrikt Hannover hatte 61.267 Einwohner und umfasste 2231,25 Quadratkilometer in zwölf Städten, drei Marktflecken, drei Vororten, 265 Dörfern, 56 Weilern, 56 Einzelgebäuden mit insgesamt 15.520 Feuerstellen (zwölf Kantone mit 185 Gemeinden), Distrikthauptstadt war Hannover.
- Der Distrikt Celle hatte 63.606 Einwohner und umfasste 2730 Quadratkilometer in drei Städten, zwei Marktflecken, drei Vororten, 199 Dörfern, 113 Weilern, 74 Einzelgebäuden mit insgesamt 7996 Feuerstellen (zwölf Kantone mit 134 Gemeinden), Distrikthauptstadt war Celle.
- Der Distrikt Uelzen hatte 61.835 Einwohner und umfasste 3438,75 Quadratkilometer in drei Städten, sieben Marktflecken, drei Vororten, 315 Dörfern, 259 Weilern, 97 Einzelgebäuden mit insgesamt 7074 Feuerstellen (zwölf Kantone mit 156 Gemeinden), Distrikthauptstadt war Uelzen.

Das Königreich Westphalen war in Departements, die Departements in Distrikte, diese in Kantone und letztere in Munizipalitäten eingeteilt.
| Distrikt          | Kantone |
| ----------------- | --- |
| Hannover          | Stadt Hannover, Hannover Land, Langenhagen, Osterwald, Wunstorf, Gehrden, Sachsenhagen, Rodenberg, Obernkirchen, Springe, Elze, Pattensen, Sarstedt, Ilten, Neustadt am Rübenberge und Rehburg. |
| Celle             | Celle, Bissendorf, Burgwedel, Burgdorf, Uetze, Meinersen, Wienhausen, Gifhorn, Beedenbostel, Winsen an der Aller, Bergen und Hudemühlen.                                                        |
| Nienburg nur 1810 | Altbruchhausen, Bassum, Hoya, Liebenau, Nienburg (Stadt und Land), Rethem, Stolzenau, Sulingen und Walsrode.                                                                                    |
| Uelzen ab 1811    | Uelzen, Ebstorf, Bienenbüttel, Medingen, Oldenstedt, Bergen an der Dumme, Clenze, Hitzacker, Dannenberg, Bleckede und Fallingbostel.                                                            |

## Präfektur

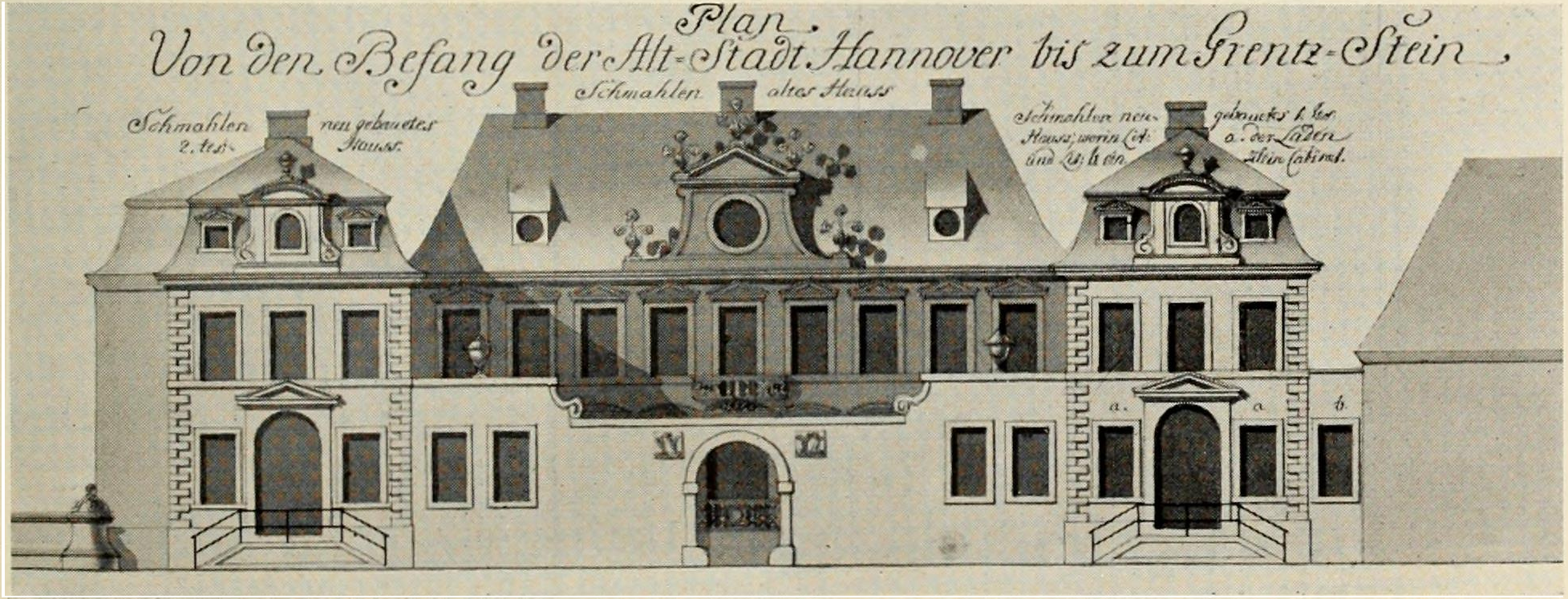
Der Sitz der Präfektur – Das von Harlingsche Haus in der Calenbergerstraße 29, Bauzeichnung um 1750

Das Departement der Aller hatte seinen Sitz im vormaligen Georgianum in der Calenbergerstraße in Hannover, das 1810 zum Zwecke dieser Einrichtung geschlossen wurde. Der erste Präfekt des Allerdepartements war vom September 1810 an der Freiherr Georg Viktor Friedrich Ludwig von Schele, ein Bruder Georg von Scheles, der einen Westphälischen Gesandtschaftsposten in München bekleidete. Friedrich Ludwig von Schele war zuvor Unterpräfekt in Halle gewesen und verließ nach dem Angebot in Hannover einfach seinen Posten mit dem dortigen Sekretär Stelzer. Schele wurde im März des Folgejahres seiner Berufung seines Amtes enthoben und musste Westphalen verlassen, weil er sich heimlich zu seinen Hochzeitsvorbereitungen über die Grenze nach Berlin begeben hatte und unter Beobachtung der Geheimen Polizei stand. Auf die Entlassung, die wohl durch die geheime Polizei veranlasst war, wurde der Präfekt des Leinedepartements berufen. August Wilhelm Frantz leitete das Departement und die Unterpräfektur Hannover ab April 1811, unterstützt von dem neuen Generalsekretär Heise. Dem Präfektur-Rat gehörten die Herren Ramberg, Witte und Manstädt an.
Weitere Unterpräfekturen gab es in
- Celle: der Unterpräfekt August von Stralenheim[10] mit dem Sekretär der Unterpräfektur von Hodenberg,
- Nienburg: der Unterpräfekt Johann Christian Friedrich Eisendecher
- Uelzen: der Unterpräfekt von Düring, General-Sekretär, mit einem Sekretär namens Hermes.

## Postmeister
Das Königreich Westphalen hatte die Posthoheit im Lande.
- Elze, Expéditeur: Sander (1810–13)
- Hannover, Directeur de premièrere classe (Direktor 1. Klasse): Henneberg (1811–13), Contrôleur de Larochette (1811–13)
- Pattensen, Pattensen, Expéditeur: Karf (1811–13)
- Springe, Expéditeur: Lindemann (1810–13)
- Wunstorf, Expéditeur: Klopp (1811–13)
- Regburg (oder auch) Rehburg, Expéditeur: Redecker (1813)
- Gleidingen (Laatzen), Expéditeur: Ritter (1810), Directeur de troisième classe: Petersen (1811–13)
- Bergen, Expéditeur: Stoffregen (1811–13)
- Burgdorf, Expéditeur: Wielfeld (1811–13)
- Hohenhameln, Expéditeur: Büdeler (1810–13)
- Celle, Directeur de premièrere classe : Fariaux (1811–13), Contrôleur: G. F. Meissner (1811–13)
- Gifhorn, Expéditeur: Renneberg (1811–13)
- Bienenbüttel, Expéditeur: Hudwisky (1811–13)
- Bleckede, Buchholz, Expéditeur: (1810–13)
- Ebstorf, Expéditeur: Lubbecke (1811–13)
- Uelzen, Directeur de deuxième classe: Bluhm (1811–13), Contrôleur: Klingsohr (1811 nach Heiligenstadt), Hoefft (1812–13)
- Bodenteich, Expéditeur: Lübbecke (1811–13)
- Ebstorf, Expéditeur: Lubbecke (1811–13)
- Hademsdorf, Expéditeur: Mohlfeld (1811–13)
- Hagenburg, Expéditeur: Engelke (1811–13)
- Ohof, Expéditeur: Areus (1810–13)
- Gamsen, Expéditeur: Lübbecke (1811–13)
- Neustadt (Aller), Expéditeur: Dettmering (1811–13)
- Mellendorf, Expéditeur: Mohlfeld (1811–13)
- Schnackenburg, Expéditeur: Blumenthal (1811–13),
- Schillerslage, Expéditeur: Sprengel (Witwe) (1811–13)
- Thiedewiesen, Expéditeur: Deiters (1810–13)
- Hameln, Directeur de deuxième classe: Alberts (1812–13)
- Görde, Expéditeur: Neumann (1811–13)
- Groß Oesingen, Expéditeur: Thies (1810–13)
- Eschede, Expéditeur: Lichtenberg (1811–13)